# Rubus limbarae
Rubus limbarae är en rosväxtart som beskrevs av Camarda. Rubus limbarae ingår i släktet rubusar, och familjen rosväxter. Inga underarter finns listade i Catalogue of Life.